# 半刺结鱼
半刺结鱼（学名：Tor hemispinus）为輻鰭魚綱鯉形目鲤科结鱼属的鱼类。在中国，分布于怒江等，體長可達13.3公分。该物种的模式产地在云南六库。
此鱼约13公分长。

## 扩展阅读
- 維基物種上的相關：半刺结鱼